# Тибидабо
Тибидабо (кат. Tibidabo) — гора на территории муниципалитета Барселоны.
Тибидабо — часть горной гряды Кольсерола. Высота над уровнем моря — 512 м, это самая высокая точка города и всего хребта.
Название горы происходит из латинского варианта Евангелия от Матфея (4:9) и означает «Тебе дам»: «…et dixit illi haec tibi omnia dabo si cadens adoraveris me».
Гора пользуется популярностью у туристов, так как раскрывает вид на Барселону. Рядом, на горе Пико-де-ла-Вилана, возвышается телебашня Кольсерола высотой 288 м. Гора является конечным пунктом известного туристического маршрута «Голубой трамвай (1276 м) — Фуникулёр Тибидабо (1130 м) — Тибидабо», начинающегося в центре города на 7-й линии Барселонского метро.
На склонах горы расположен парк Тибидабо с обзорной башней и аттракционами. На вершине построен храм Святого Сердца.